# Actiefilm

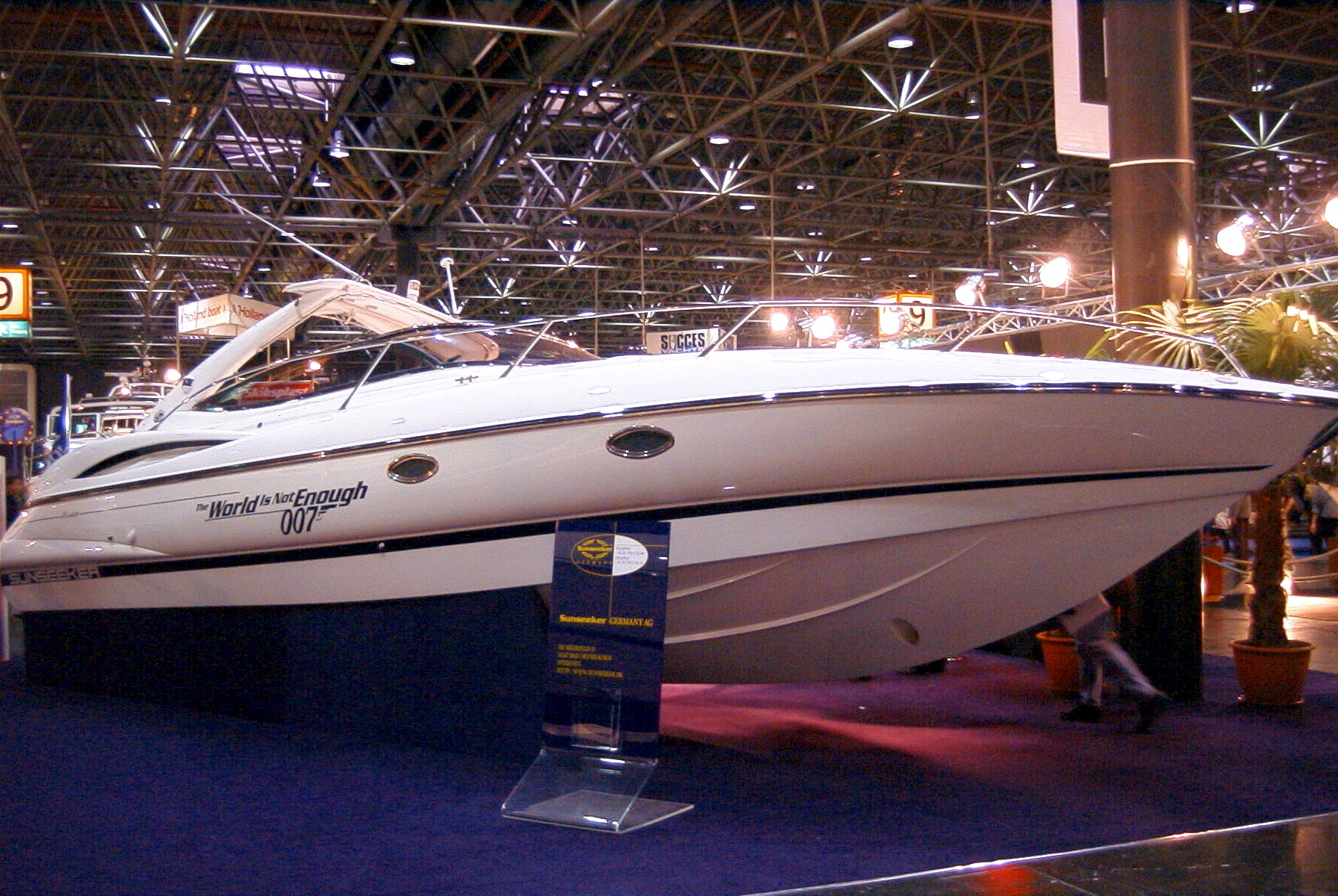
Speedboot uit de James Bond-film The World Is Not Enough (1999).

De actiefilm is een filmgenre waarbij actiescènes van groot belang zijn.
Typische actiescènes zijn uitgebreide en vaak langdurige vechtscènes, achtervolgingen, ingewikkeld stuntwerk en overdonderende explosies. De film draait meestal om één enkele held, die het tegen een overmacht van tegenstanders moet opnemen. De actieheld is meestal een man. De actiefilm komt het meest voor in het misdaadgenre, maar het kunnen ook avonturen-, komische, sciencefiction of spannende films zijn.

## Opkomst van de actiefilm
Al vanaf het tijdperk van de stomme film bestaan er actiefilms. Bijvoorbeeld The Great Train Robbery (1903), een van de eerste verhalende films, zou als actiefilm gezien kunnen worden. De spectaculairste stunts van de Amerikaanse cinema zaten vaak in de slapstick-komedies van Buster Keaton en Harold Lloyd, zoals The General en Safety Last!.
In China waren martialartsfilms al vroeg populair, zoals de dertiendelige reeks The Swordswoman of Huangjiang, waarvan alleen het eerste deel bewaard is gebleven. Deze serie was van grote invloed op de wuxia-films, die in de jaren zestig populair werden: historische avonturen waarin een krijgsheld het opneemt voor de armen en hulpbehoevenden.
In Japan gingen de actiefilms vaak over samoerai. Bekende voorbeelden zijn de vele films over de zwaardvechters Zatoichi en Nemuri Kyoshirō, gebaseerd op populaire romans. Twee van de belangrijkste regisseurs in het samoerai-genre zijn Akira Kurosawa (Rashomon, Seven Samurai) en Masaki Kobayashi (Harakiri, Samurai Rebellion). Veel hoogtepunten uit het genre komen uit de jaren vijftig en zestig.
In Groot-Brittannië waren de James Bond-films (1962-heden) in die tijd zeer populair. Elke van de meer dan twintig James Bond-films bevat typische actiescènes: gevechten, achtervolgingen, ontploffingen en snedige opmerkingen van zowel de held als de slechterik. Ook in de Verenigde Staten werden rond dezelfde tijd typische actiefilms gemaakt, waaronder Bullitt en Dirty Harry.
In de jaren zeventig en tachtig zien we in China veel kungfufilms met sterren als Bruce Lee, Jackie Chan en Sammo Hung. Veel van deze films combineren vechtkunst met slapstick.
In de jaren tachtig werden actiefilms in Hollywood populairder, met actiehelden als Sylvester Stallone, Arnold Schwarzenegger, Harrison Ford, Jean-Claude Van Damme en Steven Seagal. Rambo en The Terminator zijn enkele van de grote producties uit die tijd. In 1988 kwam de Bruce Willis' film Die Hard uit, die de toon aan zou geven voor het volgende decennium.

## Vrouwen in actiefilms
In het stille tijdperk zien we in Amerika al vrouwelijke actiehelden in komische filmseries, zoals Pearl White in The Perils of Pauline en Helen Holmes in The Hazards of Helen. Deze filmreeksen stonden vooral bekend om de spectaculaire stunts, die de hoofdrolspeelsters zelf uitvoerden. Waar Pauline vaak als damsel in distress werd gezien, wist Helen zichzelf meestal zonder hulp uit benarde situaties te redden.
Ook in China waren actieheldinnen al vroeg populair: Chen Zhi-gong werd een ster door haar rol in The Swordswoman of Huangjiang (1930). De wuxiafilms uit de jaren zestig en zeventig hadden ook vaak vrouwelijke hoofdrollen. Een van de bekendste voorbeelden is Cheng Pei-pei in Come Drink with Me (1966). Eind jaren zeventig groeide de invloed van Hollywood op de Hongkongse filmindustrie, waardoor vrouwen minder vaak een grote rol in actiefilms speelden.
Met de sciencefictionfilmreeks Alien (vanaf 1979) met actieheldin Sigourney Weaver werden vrouwelijke actieheldinnen in Amerika populairder. Zoals Jennifer Garner (Elektra), Angelina Jolie (Tomb Raider), Kristanna Loken (Terminator 3), Milla Jovovich en Michelle Rodríguez (beiden in Resident Evil), Uma Thurman en Lucy Liu (beiden in Kill Bill).

## Lijst van acteurs in actiefilms

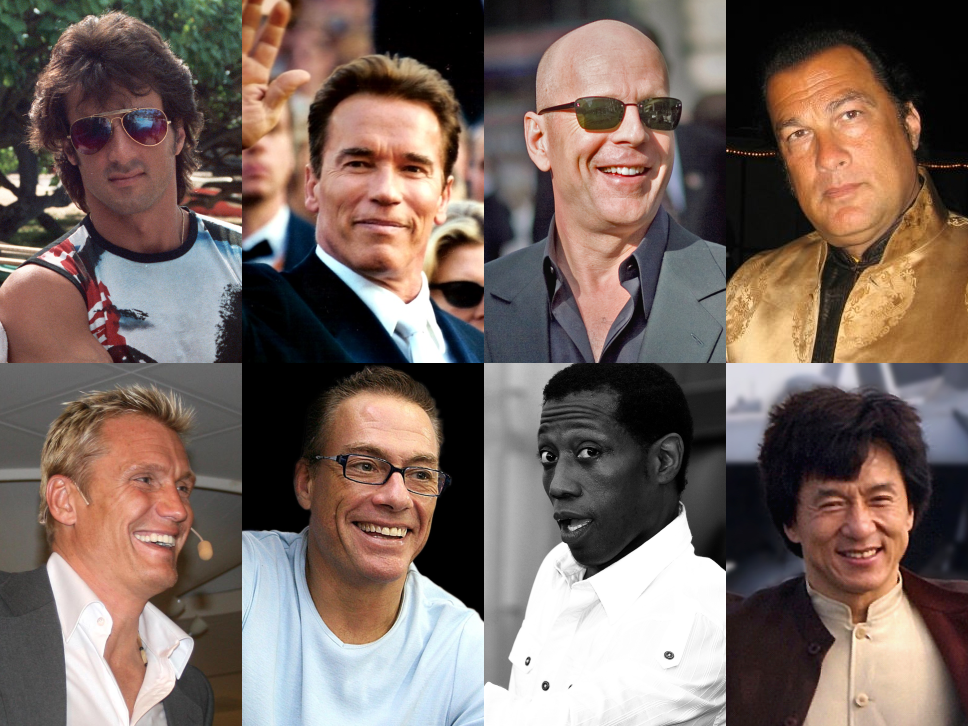
Een aantal bekende acteurs uit het actiefilmgenre: Sylvester Stallone, Arnold Schwarzenegger, Bruce Willis, Steven Seagal, Dolph Lundgren, Jean-Claude Van Damme, Wesley Snipes, Jackie Chan.

- Richard Dean Anderson
- Dirk Benedict
- Halle Berry
- Michael Biehn
- Charles Bronson
- Nicolas Cage
- Jackie Chan
- Sean Connery
- Chow Yun-Fat
- Tom Cruise
- Matt Damon
- Vin Diesel
- Clint Eastwood
- Laurence Fishburne
- Harrison Ford
- Jennifer Garner
- Mel Gibson
- Rutger Hauer
- Samuel L. Jackson
- Dwayne Johnson
- Angelina Jolie
- Milla Jovovich
- Christopher Lambert
- Brandon Lee
- Bruce Lee
- Jet Li
- Lucy Liu
- Kristanna Loken
- Dolph Lundgren
- Angela Mao
- Steve McQueen
- Chuck Norris
- Keanu Reeves
- Jeremy Renner
- Michelle Rodríguez
- Cynthia Rothrock
- Kurt Russell
- Arnold Schwarzenegger
- Steven Seagal
- Will Smith
- Wesley Snipes
- Sylvester Stallone
- Jason Statham
- Uma Thurman
- Jean-Claude Van Damme
- Denzel Washington
- Sigourney Weaver
- Bruce Willis
- Michelle Yeoh

## Lijst van regisseurs van actiefilms

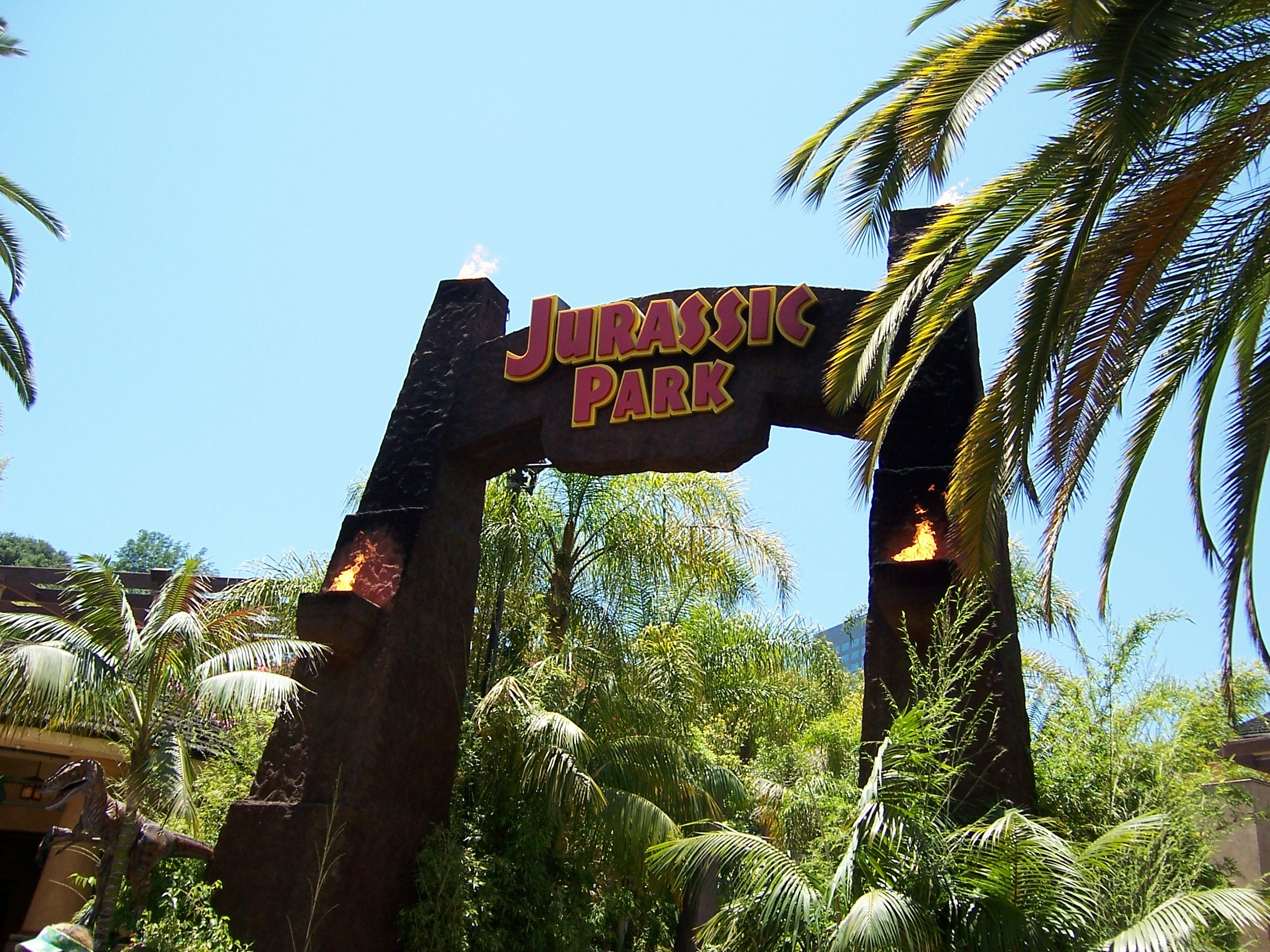
Steven Spielbergs Jurassic Park (1993)

- Sam Peckinpah - The Wild Bunch (1969)
- Bruce Lee - The Way of the Dragon (1972)
- George Lucas - Star Wars: Episode IV: A New Hope (1977), Star Wars: Episode I: The Phantom Menace (1999), Star Wars: Episode II: Attack of the Clones (2002), Star Wars: Episode III: Revenge of the Sith (2005)
- Steven Spielberg - Raiders of the Lost Ark (1981), Indiana Jones and the Temple of Doom (1984), Indiana Jones and the Last Crusade (1989), Minority Report (2002)
- Joseph Zito - Missing in Action (1984), Invasion U.S.A. (1985), Red Scorpion (1988)
- James Cameron - The Terminator (1984), Aliens (1986), Terminator 2: Judgment Day (1991), True Lies (1994)
- Mark L. Lester - Commando (1985), Showdown in Little Tokyo (1991)
- George P. Cosmatos - Rambo: First Blood Part II (1985), Cobra (1986)
- Andrew Davis - Code of Silence (1985), Above the Law (1988), Under Siege (1992), The Fugitive (1993), Collateral Damage (2002)
- Jackie Chan - Armour of God (1986), Police Story (1985), Armour of God II: Operation Condor (1991), Who Am I? (1998)
- Richard Donner - Lethal Weapon (1987), Lethal Weapon 2 (1989), Lethal Weapon 3 (1992), Conspiracy Theory (1997), Lethal Weapon 4 (1998), 16 Blocks (2006)
- Paul Verhoeven - RoboCop (1987), Total Recall (1990)
- John McTiernan - Predator (1987), Die Hard (1988), The Hunt for Red October (1990), Last Action Hero (1993), Die Hard with a Vengeance (1995)
- Peter MacDonald - Rambo III (1988), Legionnaire (1998)
- John Flynn - Lock Up (1989), Out for Justice (1991)
- Phillip Noyce - Blind Fury (1989), Patriot Games (1992), Clear and Present Danger (1994)
- Renny Harlin - Die Hard 2 (1990), Cliffhanger (1993), The Long Kiss Goodnight (1996)
- Sheldon Lettich - Lionheart (1990), Double Impact (1991), The Order (2001), The Hard Corps (2006)
- John Woo - Hard Target (1993), Face/Off (1997), Mission: Impossible II (2000)
- Jan de Bont - Speed (1994), Speed 2: Cruise Control (1997), Lara Croft Tomb Raider: The Cradle of Life (2003)
- Paul W.S. Anderson - Mortal Kombat (1995), Resident Evil (2002), Alien vs. Predator (2004), Resident Evil: Afterlife (2010), Resident Evil: Retribution (2012), Resident Evil: The Final Chapter (2016)
- Michael Bay - Bad Boys (1995), The Rock (1996), Bad Boys II (2003), Transformers (2007)
- Jean-Claude Van Damme - The Quest (1996)
- Rob Cohen - Daylight (1996), The Fast and the Furious (2001), xXx (2002)
- Simon West - Con Air (1997), The Mechanic (2011), Lara Croft: Tomb Raider (2001), The Expendables 2 (2012)
- Andrzej Bartkowiak - Romeo Must Die (2000), Exit Wounds (2001), Cradle 2 the Grave (2003), Street Fighter: The Legend of Chun-Li (2009)
- Louis Leterrier - The Transporter (2002), Transporter 2 (2005), Unleashed (2005)
- Doug Liman - The Bourne Identity (2002), Mr. & Mrs. Smith (2005), Edge of Tomorrow (2014)
- Quentin Tarantino - Kill Bill (Vol. 1) (2003), Kill Bill (Vol. 2) (2004)
- Sylvester Stallone - Rambo (2008), The Expendables (2010)
- Christopher McQuarrie - Jack Reacher (2012), Mission: Impossible – Rogue Nation (2015), Mission: Impossible – Fallout (2018), Mission: Impossible – Dead Reckoning Part One (2023)
- Patrick Hughes - The Expendables 3 (2014), The Hitman's Bodyguard (2017), Hitman's Wife's Bodyguard (2021)
- Chad Stahelski - John Wick (2014), John Wick: Chapter 2 (2017), John Wick: Chapter 3 – Parabellum (2019)